# Generazione Beta

Le etichette usate in sociologia per indicare le diverse generazioni

Con il termine Generazione Beta si identifica la generazione che segue la Generazione Alfa. Viene comunemente circoscritta tra i medio-tardi anni duemilaventi e gli ultimi anni duemilatrenta o primi anni duemilaquaranta. Si prevede che molti membri della Generazione Beta saranno figli dei membri degli ultimi anni della Generazione Y e soprattutto della Generazione Z. L'infanzia della Generazione Beta coincide con i progressi tecnologici come l'intelligenza artificiale e la realtà virtuale. Si può stimare che entro il 2035 la Generazione Beta costituirà il 16% della popolazione mondiale e molti di essi arriveranno al XXII secolo. Un tasso di fertilità in calo caratterizzerà anche la generazione.

## Terminologia
L'idea di denominare la Generazione Beta e la Generazione Alfa fu coniata per la prima volta da Mark McCrindle in un sondaggio del 2008 condotto dall'agenzia di consulenza australiana McCrindle Research. McCrindle descrive l'idea come un atto coerente con la convenzione scientifica di utilizzare l'alfabeto greco al posto dell'alfabeto latino.

## Demografia
La Generazione Beta è in gran parte composta dagli ultimi figli della Generazione Y e dai primi figli della Generazione Z.
Secondo Mark McCrindle, la Generazione Beta inizia nel 2025 e terminerà nel 2039.